# Бјекси
Бјекси (фр. Bieuxy) насеље је и општина у североисточној Француској у региону Пикардија, у департману Ен (Пикардија) која припада префектури Соасон.
По подацима из 2011. године у општини је живело 30 становника, а густина насељености је износила 6,67 становника/km². Општина се простире на површини од 4,5 km². Налази се на средњој надморској висини од 137 метара (максималној 158 m, а минималној 69 m).

## Демографија
| 1962. | 1968. | 1975. | 1982. | 1990. | 1999. | 2011. |
| ----- | ----- | ----- | ----- | ----- | ----- | ----- |
| 26    | 28    | 22    | 26    | 21    | 25    | 30    |

График промене броја становника у току последњих година